# نادية شكري (كاتبة)
نادية محمود شكري كاتبة ومؤلفة روايات مصرية، من مواليد الإسكندرية 1952م.
تنتمى لجيل السبعنيات في الرواية والقصة القصيرة
تخرجت من كلية الاداب جامعة عين شمس قسم فلسفة
عملت بالتدريس بالثانوى

## أعمالها
1. صدرت لها مجموعة قصصية سنة 1991 بعنوان «رأسا على عقب»
2. صدر لها أول رواية بالعامية الراقية بعنوان «رحلة القشاش» عام 1998 عن دار نشر الملتقى المصري للإبداع والتنمية بالإسكندرية والتي تدور حول مصر في فترة الستينيات، ثم أعيد طبعها تحت عنوان «لم يكن أبدا جميلا» مع دار الرقي ببيروت.
3. صدر لها رواية ثانية بعنوان «دموع الجيوكندة» عن دار الهلال في ديسمبر 2005، والتي تدور حول مصر في فترة السبعينيات.
4. و رواية بعنوان «بكائية الصعود إلى السماء» والتي تتناول بها بعض الأحداث والعلامات الفارقة بثورة الخامس والعشرين من يناير 2011 وحتى تنحي مبارك في فبراير 2011.
5. مجموعة قصصية بعنوان ( رائحة الحناء ) صدرت 2013
6. مجموعة قصصية بعنوان ( كان لابد ان يرحل ) 2017
7. مجموعة قصصية بعنوان ( الروح تعزف احيانا ) 2020
8. رواية بعنوان ( الملائكة يسرقون الجنة ) 2021
9. رواية بعنوان ( وثالثهما القمر ) 2023

## عضوية
- عضو اتحاد الكتاب بالقاهرة، مصر.
- عضو اتحاد الكاتبات المصريات.
- عضو أتيليه القاهرة.

## أعمال سابقة منشورة
- نشر لها عدة قصص في مجلة «كل الناس» ومجلة «إبداع» وجريدة «أخبار الأدب» ومجلة «الرافد» الإماراتية.
- تم نشر نقد مطوّل على بعض أعمالها في مجلة «أدب ونقد» الصادرة عن حزب التجمع بالقاهرة، مصر.